# Edifício Itália
L'Edifício Itália est un gratte-ciel de 168 mètres et de 46 étages situé dans la ville de São Paulo, au Brésil. Sa construction a démarré en 1956 et il a été achevé en 1965. Il est le second plus haut gratte-ciel de la ville.